# 1976-os cannes-i filmfesztivál
A 29. cannes-i nemzetközi filmfesztivál 1976. május 19. és 28. között került megrendezésre, Tennessee Williams amerikai író elnökletével. A versenyben 20 nagyjátékfilm és 10 rövidfilm vett részt, versenyen kívül pedig 8 alkotást vetítettek, s további 17-et pedig a három nem hivatalos, versenyen kívüli szekciókban (Termékeny szemek, A kor légköre, illetve Az összetett múlt). A párhuzamos rendezvények Kritikusok Hete szekciójában 7 filmet mutattak be, míg a Rendezők Kéthete elnevezésű szekció keretében 21 nagyjátékfilm és 6 kisfilm vetítésére került sor.
A 70-es évek közepére a párhuzamos rendezvényekhez képest a fesztivál versenykategóriájának kínálata erősen lecsökkent. Azért, hogy esélyt adjanak a szerzői filmeknek, és az új kezdeményezéseknek, a válogató bizottság folytatta azt a gyakorlatot, hogy a már ismert, nagy produkciókat versenyen kívüli vetítésre ajánlották. Maurice Bessy filmtörténész, kritikus és forgatókönyvíró, a filmfesztivál művészeti vezetője ebben az évben A termékeny szemek mellett két újabb szekciót alapított: A kor légköre (L’air du temps) a kortárs témákat feldolgozó filmeket vonultatta fel, míg Az összetett múlt (Le passé composé) szekciót a montázsfilmeknek, valamint hírlapok archívumainak és fikciós filmrészleteknek szentelték.
Az Arany Pálma Scorsese Taxisofőr című filmdrámáját illette, annak ellenére, hogy a zsűri több tagja – maga az elnök is – túlzottan erőszakosnak találta. A film egyébként általános polémiát indított el az erőszakkal átitatott kortárs alkotásokról. A zsűri külön nagydíjjal értékelte Carlos Saura filmjét, a Nevelj hollót, valamint Éric Rohmer alkotását, az O. márkinét.
Az Alfred Hitchcock-nak tapsoló fesztiválvendégek ekkor még nem sejtették, hogy a Családi összeesküvés a mester utolsó filmje lesz. A legjobb rendezés díjét vehette át Ettore Scola, de a nagynevű filmrendezők közül egy-egy filmjével képviselte magát Ingmar Bergman, Bernardo Bertolucci, Alan Parker, Pier Paolo Pasolini, Roman Polański és Wim Wenders. A korábbi Arany Pálmás amerikai rendező, Joseph Losey alkotása, a náci megszállás alatt Párizsban játszódó Klein úr nem aratott különösebb sikert, azonban antiszemita felhangú vitát provokált.
A szovjet filmfőhatóság szerette volna elérni, hogy a fesztivál válogató bizottsága két orosz pszichodrámát is meghívjon a versenyprogramba, amire a bizottság nem volt hajlandó, mivel szerintük gyermekfilmekről van szó, különben is figyelemmel kell lenniük máshonnan jött, új rendezőkre is… A szovjetek diszkriminációt emlegetve bojkottálták a fesztivált.
A rendezvény legnagyobb színészsztárja az ekkorra végleg befutott Robert De Niro, az Arany Pálmás Taxisofőr és a versenyen kívül vetített Huszadik század című alkotások főszereplője volt. Mellette nemcsak termetével tűnt ki egy másik, francia fiatal: Gerard Depardieu. Igazi felfedezés volt Jodie Foster, egy 14 éves fiatal színésznő, aki kora ellenére már több, mint 40 filmszerepet tudhatott maga mögött, és akit nem sokkal korábban Scorsese Arany Pálmás filmjében nyújtott alakításáért (Iris, a prostituált), legjobb női mellékszereplőként jelöltek Oscar-díjra. Ő játszotta a Cannes-ban ugyancsak bemutatott Bugsy Malone című angol családi film főszerepét is. Kiemelkedő alakítást nyújtott Geraldine Chaplin (Nevelj hollót), Roman Polański és Isabelle Adjani (A bérlő), Anthony Quinn (A Ferramonti-örökség), Katharine Hepburn (Kényes egyensúly), Alain Delon és Jeanne Moreau (Klein úr), Rainer Werner Fassbinder (Schatten der Engel), valamint De Niro és Depardieu mellett a Huszadik század további szereplői: Donald Sutherland, Stefania Sandrelli és Burt Lancaster.
A párhuzamos rendezvények alkotásai közülük kiemelkedett Thomas Koerfer Az alkalmazott és Jacques Rivette Párbaj című filmje, valamint Osima Nagisza igaz történetet feldolgozó filmdrámája, az Az érzékek birodalma.
Magyar részről sikeres volt a részvétel: Törőcsik Mari ismét elismerésben részesült, ez alkalommal a legjobb női alakításért járó díjat vehette át, Maár Gyula versenyfilmje, a Déryné, hol van? főszerepében nyújtott alakításáért. Mellette olyan kiválóságokat láthattak a nézők, mint Kállai Ferenc, Sulyok Mária, Major Tamás, vagy Ráday Imre. Versenyen kívül vetítették a fesztiválon Kovács András Labirintus című filmjét, Kállai Ferenc, Avar István és Ruttkai Éva főszereplésével.
További két magyar vonatkozása is volt a fesztiválnak: a nagyjátékfilmek versenyébe meghívták az az idő tájt Olaszországban élő Jancsó Miklós olasz-jugoszláv koprodukcióban készült Magánbűnök, közerkölcsök című alkotását; Jerry Schatzberg Sweet Revenge című filmjének pedig Zsigmond Vilmos volt az operatőre.

## Zsűri
- Tennessee Williams, író – elnök –  Amerikai Egyesült Államok
- Charlotte Rampling, színésznő –  Franciaország
- Costa-Gavras, filmrendező –  Franciaország
- Georges Schehade, író –  Libanon
- Jean Carzou, művész –  Franciaország
- Kovács András, filmrendező: –  Magyarország
- Lorenzo López Sancho, újságíró –  Spanyolország
- Mario Cecchi Gori, filmproducer –  Olaszország
- Mario Vargas Llosa, író –  Peru

## Hivatalos válogatás

### Nagyjátékfilmek versenye
- Actas de Marusia (Levelek Marusiából)[6] – rendező: Miguel Littin
- Babatu  – rendező: Jean Rouch
- Brutti sporchi e cattivi (Csúfak, piszkosak és gonoszak) – rendező: Ettore Scola
- Bugsy Malone (Bugsy Malone) – rendező: Alan Parker
- Cría cuervos (Nevelj hollót) – rendező: Carlos Saura
- Déryné, hol van? – rendező: Maár Gyula
- Die Marquise von O… (O. márkiné) – rendező: Éric Rohmer
- Im Lauf der Zeit (Az idő múlása)[7] – rendező: Wim Wenders
- La griffe et la dent – rendező: Gérard Vienne és François Bel
- Le locataire (A bérlő) – rendező: Roman Polański
- L'eredità Ferramonti (A Ferramonti-örökség) – rendező: Mauro Bolognini
- Mr. Klein (Klein úr) – rendező: Joseph Losey
- Next Stop, Greenwich Village (Következő megálló: Greenwich Village) – rendező: Paul Mazursky
- Nishaant (Az éjszakának vége) – rendező: Shyam Benegal
- Pascual Duarte (Pascual Duarte) – rendező: Ricardo Franco
- Schatten der Engel – rendező: Daniel Schmid
- Sweet Revenge[5] – rendező: Jerry Schatzberg
- Taxi Driver (Taxisofőr) – rendező: Martin Scorsese
- Un enfant dans la foule – rendező: Gérard Blain
- Vizi privati, pubbliche virtù '(Magánbűnök, közerkölcsök)' – rendező: Jancsó Miklós

### Nagyjátékfilmek versenyen kívül
- A Delicate Balance (Kényes egyensúly)[6] – rendező: Tony Richardson
- Anna – rendező: Alberto Grifi és Massimo Sarchielli
- Ansikte mot ansikte[8] (Szemben önmagunkkal)[9] – rendező: Ingmar Bergman
- Appunti per un Orestiade Africana (Jegyzetek egy Afrikai Oreszteiához) – rendező: Pier Paolo Pasolini
- Ascension – rendező: Olivier Dassault
- Bobby – rendező: Marty Ollstein
- Cadaveri eccelenti (Kiváló holttestek) – rendező: Francesco Rosi
- Edvard Munch – rendező: Peter Watkins
- Family Plot (Családi összeesküvés) – rendező: Alfred Hitchcock
- Grey Gardens – rendező: Ellen Hovde, Muffie Meyer, David Maysles, Albert Maysles
- Hedda (Hedda) – rendező: Trevor Nunn
- La Pharmacie-Shanghaï – rendező: Joris Ivens és Marceline Loridan
- Labirintus – rendező: Kovács András
- L'Amour blessé – rendező: Jean Pierre Lefebvre
- Le pont de singe – rendező: André Harris és Alain De Sedout
- Les enfants des autres – rendező: Martin Pierlot
- Novecento (Huszadik század) – rendező: Bernardo Bertolucci
- "Orlando furioso" – rendező: Luca Ronconi
- Sartre par lui-même – rendező: Alexandre Astruc és Michel Contatnt
- Sommergaste – rendező: Peter Stein
- That's Entertainment, Part II (Hollywood, Hollywood!) – rendező: Gene Kelly
- The California Reich – rendező: Walter F. Parkes és Keith Critchlow
- The Iceman Cometh (Eljő a jeges) – rendező: John Frankenheimer
- The Memory of Justice – rendező: Marcel Ophuls
- Train-Landscape – rendező: Jules Engel

### Rövidfilmek versenye
- Agulana – rendező: Gérald Frydman
- Babfilm – rendező: Foky Ottó
- Hidalgo (Hidalgo)[6] – rendező: Ion Truica
- High Fidelity – rendező: Antoinette Starkiewicz
- La rosette arrosée – rendező: Paul Dopff
- La syncope – rendező: Edouard Niermans
- Metamorphosis – rendező: Barry Greenwald
- Nightlife – rendező: Robin Lehman
- Perfo – rendező: Jean Paul Cambron
- Rodin mis en vie – rendező: Alfred Brandler

## Párhuzamos szekciók

### Kritikusok Hete
- Der Gehülfe (Az alkalmazott)[6] – rendező: Thomas Koerfer
- Harvest: three thousand years – rendező: Haïlé Gerima
- Iracema – rendező: Jorge Bodansky és Orlando Senna
- Le temps de l’avant – rendező: Anne-Claire Poirier
- Mélodrame – rendező: Jean-Louis Jorge
- Tracks – Henry Jaglom
- Une fille unique – rendező: Philippe Nahoun

### Rendezők Kéthete

#### Nagyjátékfilmek
- Ai no corrida (Az érzékek birodalma )[6] – rendező: Osima Nagisza
- Behindert – rendező: Stephen Dwoskin
- Cetiri dana do smrti – rendező: Miroslav Jokic
- Der Starke Ferdinand (Az erős Ferdinánd) – rendező: Alexander Kluge
- Duelle (Párbaj) – rendező: Jacques Rivette
- Giliap – rendező: Roy Andersson
- Gitirana – rendező: Jorge Bodanzky és Orlando Senna
- Goldflocken – rendező: Werner Schroeter
- Hollywood on Trial – rendező: David Helpern
- La Batalla de Chile: La lucha de un pueblo sin armas - Segunda parte: El golpe de estado (Chile csatája: Az államcsíny) – rendező: Patricio Guzmán
- La tête de Normande Saint-Onge – rendező: Gilles Carle
- Le berceau de cristal – rendező: Philippe Garrel
- Le diable au cœur – rendező: Bernard Queysanne
- L'eau chaude, l’eau frette – rendező: André Forcier
- Les nomades – rendező: Sid Ali Mazif
- O Casamento – rendező: Arnaldo Jabor
- Os Demónios de Alcácer Quibir – rendező: José Fonseca e Costa
- Seljacka Buna 1573 – rendező: Vatroslav Mimica
- Son nom de Venise dans Calcutta désert (Velencei neve az üres Calcuttában) – rendező: Marguerite Duras
- The Devil’s Playground (A gonosz melegágya) – rendező: Fred Schepisi
- We Have Many Names – rendező: Mai Zetterling

#### Rövidfilmek
- L'enfant prisonnier – rendező: Jean-Michel Carré
- Labyrinth Tale – rendező: Terajama Sudzsi
- Leonina – rendező: Jean-Paul Courraud
- Les stars – rendező: Serge Luthens
- Pierre Molinier, 7 rue des Faussets – rendező: Noël Simsolo

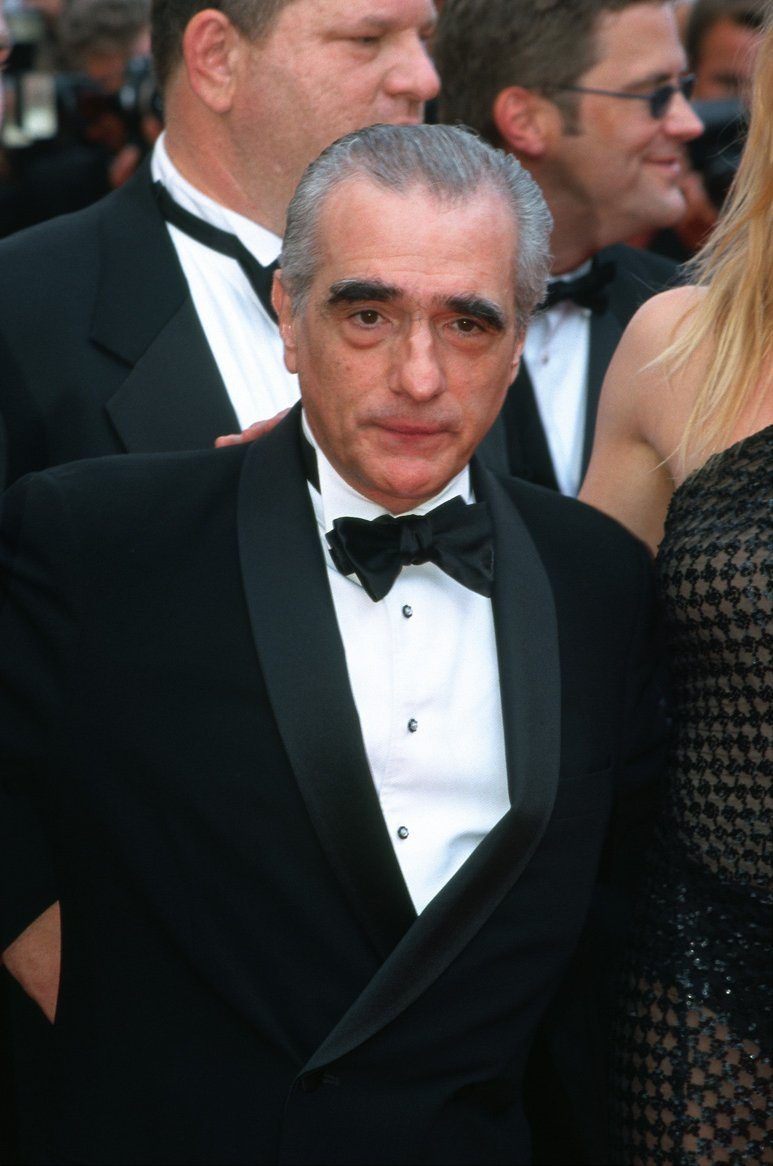
Az Arany Pálmás Taxisofőr rendezője: Martin Scorsese

- Walter – rendező: Serge Dubor

## Díjak

### Nagyjátékfilmek
- Arany Pálma: Taxi Driver (Taxisofőr)[6] – rendező: Martin Scorsese
- A zsűri külön nagydíja:
  - Cría cuervos (Nevelj hollót) – rendező: Carlos Saura
  - Die Marquise von O… (O, Márkiné) – rendező: Eric Rohmer
- Legjobb rendezés díja: Brutti sporchi e cattivi (Csúfak, piszkosak és gonoszak) – rendező: Ettore Scola
- Legjobb női alakítás díja:
  - Törőcsik Mari – Déryné, hol van? 
  - Dominique Sanda – L’eredità Ferramonti (A Ferramonti-örökség)
- Legjobb férfi alakítás díja: Luis Gómez – Pascual Duarte (Pascual Duarte)
- Technikai nagydíj – La griffe et la dent – rendező: François Bel
- FIPRESCI-díj:
  - Im Lauf der Zeit (Az idő múlása)[7] – rendező: Wim Wenders
  - Der Starke Ferdinand (Az erős Ferdinánd) – rendező: Alexander Kluge[10]

### Rövidfilmek
- Arany Pálma (rövidfilm): Metamorphosis – rendező: Barry Greenwald
- A zsűri első díja (rövidfilm): Agulana – rendező: Gérald Frydman
- A zsűri második díja (rövidfilm): Nightlife – rendező: Robin Lehman